# Staurostichus
Staurostichus är ett släkte av tvåvingar. Staurostichus ingår i familjen svävflugor.
Kladogram enligt Catalogue of Life: